# Pachytriton brevipes
Pachytriton brevipes — вид земноводних родини саламандрові ряду Хвостаті.

## Поширення
Pachytriton brevipes поширений в південно-східному Китаї (провінції Чжецзян, Цзянсі, Хунань, Фуцзянь, Гуандун, Гуансі) і Північному В'єтнамі. Вид зустрічається у гірських широколистяних і змішаних лісах на висоті 800–1700 м над рівнем моря
.

## Опис
Загальна довжина становить 130–170 мм. Хвіст коротший, ніж решта тіла. Голова широка і плоска, тулуб товстий і масивний. Шкіра гладка зі слизом. Маленькі ніздрі розташовані на кінчику плоскої морди. Очі маленькі, розташовані попереду або на кутику щелеп. Добре розвинені губні складки присутні на верхній щелепі. Обидві кінцівки короткі і слабкі по відношенню до масивного тіла. Пальці на лапках короткі, а їхні кінчики плоскі і округлі. Між пальцями є невеликі перетинки. Хвіст округлий в передній половині, і стислий з боків у задній частині.

### Забарвлення
Забарвлення варіює від темно-коричневого до світло-жовтого на спинний стороні. Черево світліше, може бути яскраво-оранжевим. Численні чорні крапки розкидані по всьому тілу і хвості, і концентруються на спині. Розмір і щільність точок є індивідуальним для кожної особини. Деякі тритони не мають чорних крапок на черевній стороні, а деякі повністю без плям. Під час сезону розмноження, самці розвивають кілька білих плям біля кінчика хвоста.

## Спосіб життя
Цей вид живе в стоячих та повільних водоймах глибиною до одного метра. Можуть зустрічатись у калюжах діаметром один метр та глибиною 20 см. Воліють до водойм з кам'янистим дном. Саламандра є активним хижаком, живиться дрібними безхребетними та пуголовками.